# Koritrappe
Koritrappe (Ardeotis kori) er en fugleart, der lever i det sydlige og østlige Afrika. Det er den største flyvende fugl på kontinentet.